# Lobocheilos falcifer
Lobocheilos falcifer är en fiskart som först beskrevs av Achille Valenciennes 1842.  Lobocheilos falcifer ingår i släktet Lobocheilos och familjen karpfiskar. Inga underarter finns listade i Catalogue of Life.